# باول بي. هوف
باول بي. هوف (بالإنجليزية: Paul B. Huff)‏ هو عسكري أمريكي، ولد في 23 يونيو 1918 في كليفلاند في الولايات المتحدة، وتوفي في 21 سبتمبر 1994.